# James Edward Tierney Aitchison
James Edward Tierney Aitchison (28. října 1836 Nimach, Indie – 30. září 1898 Mortlake, Surrey) byl anglický lékař, botanik a cestovatel. Jeho oficiální autorská zkratka je Aitch ale používá se také Aitchis.
Aitchison získal roku 1858 lékařský titul na univerzitě v Edinburghu. Podnikl cesty mimo jiné i do Afghánistánu a Kašmíru. Roku 1883 se stal členem Royal Society of London.
Anglický botanik William Botting Hemsley po něm pojmenoval druh Aitchisonia z rodu Rubiaceae.

## Dílo
- A catalogue of the plants of the Punjab and Sindh, 1869
- The botany of the Afghan delimitation commission, 1888

## Popsaný druh
- Prunus eburnea